# Tournoi d'Australie de rugby à sept 2018
Navigation
2017 2019
Le tournoi d'Australie de rugby à sept 2018 est la troisième étape la saison 2017-2018 du World Rugby Sevens Series. Elle se déroule les 26 et 27 janvier 2018 à Sydney, en Australie.

## Équipes participantes
Seize équipes participent au tournoi (quinze équipes qualifiées d'office plus une invitée) :
- Afrique du Sud
- Angleterre
- Argentine
- Australie
- Canada
- Écosse
- Espagne
- États-Unis
- France
- Fidji
- Pays de Galles
- Kenya
- Nouvelle-Zélande
- Russie
- Samoa
- Papouasie-Nouvelle-Guinée (invitée)

## Phase de poules
Les 16 équipes sont réparties en poules de 4 équipes qui se rencontrent une fois chacune. Les points sont attribués en fonction du résultat du match comme suit :
- Victoire : 3 points
- Égalité : 2 points
- Défaite : 1 point
- Forfait : 0 point

En cas d'égalité on départage les équipes selon les règles suivantes :
1. Le vainqueur du match des 2 équipes à égalité
2. La différence de points marqués et reçus durant la poule
3. La différence d'essais marqués et reçus durant la poule
4. Tirage au sort

Résultats de la phase de poules

### Poule A
| Rang | Pays             | J | V | N | D | Em | Ee | Pm  | Pe  | Diff | Pts |
| ---- | ---------------- | - | - | - | - | -- | -- | --- | --- | ---- | --- |
| 1    | Fidji            | 3 | 3 | 0 | 0 | 0  | 0  | 74  | 22  | +52  | 9   |
| 2    | Nouvelle-Zélande | 3 | 2 | 0 | 1 | 0  | 0  | 109 | 19  | +90  | 7   |
| 3    | Samoa            | 3 | 1 | 0 | 2 | 0  | 0  | 31  | 74  | -43  | 5   |
| 4    | Russie           | 3 | 0 | 0 | 3 | 0  | 0  | 12  | 111 | -99  | 3   |

| 26 janvier 2018 10 h 58 UTC+10:00 | Fidji | 31-5 | Samoa | Sydney Football Stadium, Sydney |
| 26 janvier 2018 10 h 58 UTC+10:00 |       |      |       | Sydney Football Stadium, Sydney |
| 26 janvier 2018 10 h 58 UTC+10:00 |       |      |       | Sydney Football Stadium, Sydney |

| 26 janvier 2018 11 h 20 UTC+10:00 | Nouvelle-Zélande | 61-0 | Russie | Sydney Football Stadium, Sydney |
| 26 janvier 2018 11 h 20 UTC+10:00 |                  |      |        | Sydney Football Stadium, Sydney |
| 26 janvier 2018 11 h 20 UTC+10:00 |                  |      |        | Sydney Football Stadium, Sydney |

| 27 janvier 2018 14 h 53 UTC+10:00 | Fidji | 24-0 | Russie | Sydney Football Stadium, Sydney |
| 27 janvier 2018 14 h 53 UTC+10:00 |       |      |        | Sydney Football Stadium, Sydney |
| 27 janvier 2018 14 h 53 UTC+10:00 |       |      |        | Sydney Football Stadium, Sydney |

| 27 janvier 2018 15 h 15 UTC+10:00 | Nouvelle-Zélande | 31-0 | Samoa | Sydney Football Stadium, Sydney |
| 27 janvier 2018 15 h 15 UTC+10:00 |                  |      |       | Sydney Football Stadium, Sydney |
| 27 janvier 2018 15 h 15 UTC+10:00 |                  |      |       | Sydney Football Stadium, Sydney |

| 27 janvier 2018 19 h 51 UTC+10:00 | Samoa | 26-12 | Russie | Sydney Football Stadium, Sydney |
| 27 janvier 2018 19 h 51 UTC+10:00 |       |       |        | Sydney Football Stadium, Sydney |
| 27 janvier 2018 19 h 51 UTC+10:00 |       |       |        | Sydney Football Stadium, Sydney |

| 27 janvier 2018 20 h 13 UTC+10:00 | Nouvelle-Zélande | 17-19 | Fidji | Sydney Football Stadium, Sydney |
| 27 janvier 2018 20 h 13 UTC+10:00 |                  |       |       | Sydney Football Stadium, Sydney |
| 27 janvier 2018 20 h 13 UTC+10:00 |                  |       |       | Sydney Football Stadium, Sydney |

### Poule B
| Rang | Pays           | J | V | N | D | Em | Ee | Pm | Pe | Diff | Pts |
| ---- | -------------- | - | - | - | - | -- | -- | -- | -- | ---- | --- |
| 1    | Argentine      | 3 | 3 | 0 | 0 | 0  | 0  | 54 | 38 | +16  | 9   |
| 2    | Kenya          | 3 | 2 | 0 | 1 | 0  | 0  | 48 | 33 | +15  | 7   |
| 3    | France         | 3 | 1 | 0 | 2 | 0  | 0  | 57 | 48 | +9   | 5   |
| 4    | Pays de Galles | 3 | 0 | 0 | 3 | 0  | 0  | 45 | 85 | -40  | 3   |

| 26 janvier 2018 10 h 14 UTC+10:00 | France | 31-12 | Pays de Galles | Sydney Football Stadium, Sydney |
| 26 janvier 2018 10 h 14 UTC+10:00 |        |       |                | Sydney Football Stadium, Sydney |
| 26 janvier 2018 10 h 14 UTC+10:00 |        |       |                | Sydney Football Stadium, Sydney |

| 26 janvier 2018 10 h 36 UTC+10:00 | Argentine | 7-5 | Kenya | Sydney Football Stadium, Sydney |
| 26 janvier 2018 10 h 36 UTC+10:00 |           |     |       | Sydney Football Stadium, Sydney |
| 26 janvier 2018 10 h 36 UTC+10:00 |           |     |       | Sydney Football Stadium, Sydney |

| 27 janvier 2018 13 h 20 UTC+10:00 | France | 14-17 | Kenya | Sydney Football Stadium, Sydney |
| 27 janvier 2018 13 h 20 UTC+10:00 |        |       |       | Sydney Football Stadium, Sydney |
| 27 janvier 2018 13 h 20 UTC+10:00 |        |       |       | Sydney Football Stadium, Sydney |

| 27 janvier 2018 13 h 42 UTC+10:00 | Argentine | 28-21 | Pays de Galles | Sydney Football Stadium, Sydney |
| 27 janvier 2018 13 h 42 UTC+10:00 |           |       |                | Sydney Football Stadium, Sydney |
| 27 janvier 2018 13 h 42 UTC+10:00 |           |       |                | Sydney Football Stadium, Sydney |

| 27 janvier 2018 19 h 07 UTC+10:00 | Pays de Galles | 12-26 | Kenya | Sydney Football Stadium, Sydney |
| 27 janvier 2018 19 h 07 UTC+10:00 |                |       |       | Sydney Football Stadium, Sydney |
| 27 janvier 2018 19 h 07 UTC+10:00 |                |       |       | Sydney Football Stadium, Sydney |

| 27 janvier 2018 19 h 29 UTC+10:00 | Argentine | 19-12 | France | Sydney Football Stadium, Sydney |
| 27 janvier 2018 19 h 29 UTC+10:00 |           |       |        | Sydney Football Stadium, Sydney |
| 27 janvier 2018 19 h 29 UTC+10:00 |           |       |        | Sydney Football Stadium, Sydney |

### Poule C
| Rang | Pays                      | J | V | N | D | Em | Ee | Pm  | Pe  | Diff | Pts |
| ---- | ------------------------- | - | - | - | - | -- | -- | --- | --- | ---- | --- |
| 1    | Afrique du Sud            | 3 | 3 | 0 | 0 | 0  | 0  | 121 | 12  | +109 | 9   |
| 2    | Angleterre                | 3 | 2 | 0 | 1 | 0  | 0  | 69  | 48  | +21  | 7   |
| 3    | Papouasie-Nouvelle-Guinée | 3 | 1 | 0 | 2 | 0  | 0  | 26  | 102 | -76  | 5   |
| 4    | Espagne                   | 3 | 0 | 0 | 3 | 0  | 0  | 27  | 81  | -54  | 3   |

| 26 janvier 2018 11 h 42 UTC+10:00 | Angleterre | 22 - 10 | Espagne | Sydney Football Stadium, Sydney |
| 26 janvier 2018 11 h 42 UTC+10:00 |            |         |         | Sydney Football Stadium, Sydney |
| 26 janvier 2018 11 h 42 UTC+10:00 |            |         |         | Sydney Football Stadium, Sydney |

| 26 janvier 2018 12 h 04 UTC+10:00 | Afrique du Sud | 50-0 | Papouasie-Nouvelle-Guinée | Sydney Football Stadium, Sydney |
| 26 janvier 2018 12 h 04 UTC+10:00 |                |      |                           | Sydney Football Stadium, Sydney |
| 26 janvier 2018 12 h 04 UTC+10:00 |                |      |                           | Sydney Football Stadium, Sydney |

| 27 janvier 2018 15 h 37 UTC+10:00 | Angleterre | 35-5 | Papouasie-Nouvelle-Guinée | Sydney Football Stadium, Sydney |
| 27 janvier 2018 15 h 37 UTC+10:00 |            |      |                           | Sydney Football Stadium, Sydney |
| 27 janvier 2018 15 h 37 UTC+10:00 |            |      |                           | Sydney Football Stadium, Sydney |

| 27 janvier 2018 15 h 59 UTC+10:00 | Afrique du Sud | 38-0 | Espagne | Sydney Football Stadium, Sydney |
| 27 janvier 2018 15 h 59 UTC+10:00 |                |      |         | Sydney Football Stadium, Sydney |
| 27 janvier 2018 15 h 59 UTC+10:00 |                |      |         | Sydney Football Stadium, Sydney |

| 27 janvier 2018 20 h 35 UTC+10:00 | Espagne | 17-21 | Papouasie-Nouvelle-Guinée | Sydney Football Stadium, Sydney |
| 27 janvier 2018 20 h 35 UTC+10:00 |         |       |                           | Sydney Football Stadium, Sydney |
| 27 janvier 2018 20 h 35 UTC+10:00 |         |       |                           | Sydney Football Stadium, Sydney |

| 27 janvier 2018 20 h 57 UTC+10:00 | Afrique du Sud | 33-12 | Angleterre | Sydney Football Stadium, Sydney |
| 27 janvier 2018 20 h 57 UTC+10:00 |                |       |            | Sydney Football Stadium, Sydney |
| 27 janvier 2018 20 h 57 UTC+10:00 |                |       |            | Sydney Football Stadium, Sydney |

### Poule D
| Rang | Pays       | J | V | N | D | Em | Ee | Pm | Pe  | Diff | Pts |
| ---- | ---------- | - | - | - | - | -- | -- | -- | --- | ---- | --- |
| 1    | Australie  | 3 | 3 | 0 | 0 | 0  | 0  | 77 | 45  | +32  | 9   |
| 2    | États-Unis | 3 | 2 | 0 | 1 | 0  | 0  | 85 | 57  | +28  | 7   |
| 3    | Écosse     | 3 | 1 | 0 | 2 | 0  | 0  | 85 | 55  | +30  | 5   |
| 4    | Canada     | 3 | 0 | 0 | 3 | 0  | 0  | 29 | 119 | -90  | 3   |

| 26 janvier 2018 9 h 30 UTC+10:00 | États-Unis | 19-26 | Australie | Sydney Football Stadium, Sydney |
| 26 janvier 2018 9 h 30 UTC+10:00 |            |       |           | Sydney Football Stadium, Sydney |
| 26 janvier 2018 9 h 30 UTC+10:00 |            |       |           | Sydney Football Stadium, Sydney |

| 26 janvier 2018 9 h 52 UTC+10:00 | Canada | 5-52 | Écosse | Sydney Football Stadium, Sydney |
| 26 janvier 2018 9 h 52 UTC+10:00 |        |      |        | Sydney Football Stadium, Sydney |
| 26 janvier 2018 9 h 52 UTC+10:00 |        |      |        | Sydney Football Stadium, Sydney |

| 27 janvier 2018 12 h 36 UTC+10:00 | États-Unis | 26-12 | Écosse | Sydney Football Stadium, Sydney |
| 27 janvier 2018 12 h 36 UTC+10:00 |            |       |        | Sydney Football Stadium, Sydney |
| 27 janvier 2018 12 h 36 UTC+10:00 |            |       |        | Sydney Football Stadium, Sydney |

| 27 janvier 2018 12 h 58 UTC+10:00 | Canada | 5-27 | Australie | Sydney Football Stadium, Sydney |
| 27 janvier 2018 12 h 58 UTC+10:00 |        |      |           | Sydney Football Stadium, Sydney |
| 27 janvier 2018 12 h 58 UTC+10:00 |        |      |           | Sydney Football Stadium, Sydney |

| 27 janvier 2018 18 h 23 UTC+10:00 | Australie | 24-21 | Écosse | Sydney Football Stadium, Sydney |
| 27 janvier 2018 18 h 23 UTC+10:00 |           |       |        | Sydney Football Stadium, Sydney |
| 27 janvier 2018 18 h 23 UTC+10:00 |           |       |        | Sydney Football Stadium, Sydney |

| 27 janvier 2018 18 h 45 UTC+10:00 | Canada | 19-40 | États-Unis | Sydney Football Stadium, Sydney |
| 27 janvier 2018 18 h 45 UTC+10:00 |        |       |            | Sydney Football Stadium, Sydney |
| 27 janvier 2018 18 h 45 UTC+10:00 |        |       |            | Sydney Football Stadium, Sydney |

### Tournois principaux

#### Cup
|  | Quarts de finale | Quarts de finale |                |            | Demi-finales           | Demi-finales |  |  | Finale    | Finale |
|  | Quarts de finale | Quarts de finale |                |            | Demi-finales           | Demi-finales |  |  | Finale    | Finale |
|  |                  |                  |                |            |                        |              |  |  |           |        |
|  |                  |                  |                |            |                        |              |  |  |           |        |
|  |                  |                  |                |            |                        |              |  |  |           |        |
|  | Fidji            | 7                |                |            |                        |              |  |  |           |        |
|  | Fidji            | 7                |                |            |                        |              |  |  |           |        |
|  | États-Unis       | 24               |                |            |                        |              |  |  |           |        |
|  | États-Unis       | 24               | États-Unis     | 7          |                        |              |  |  |           |        |
|  |                  |                  | États-Unis     | 7          |                        |              |  |  |           |        |
|  |                  | Afrique du Sud   | 35             |            |                        |              |  |  |           |        |
|  | Afrique du Sud   | Afrique du Sud   | 35             | 17         |                        |              |  |  |           |        |
|  | Afrique du Sud   |                  |                | 17         |                        |              |  |  |           |        |
|  | Kenya            | 0                |                |            |                        |              |  |  |           |        |
|  | Kenya            | 0                | Afrique du Sud | 0          |                        |              |  |  |           |        |
|  |                  |                  | Afrique du Sud | 0          |                        |              |  |  |           |        |
|  |                  | Australie        | 29             |            |                        |              |  |  |           |        |
|  | Australie        | Australie        | 29             | 24         |                        |              |  |  |           |        |
|  | Australie        |                  |                | 24         |                        |              |  |  |           |        |
|  | Nouvelle-Zélande | 12               |                |            |                        |              |  |  |           |        |
|  | Nouvelle-Zélande | 12               | Australie      | 28         |                        |              |  |  |           |        |
|  |                  |                  | Australie      | 28         | Match pour la 3e place |              |  |  |           |        |
|  |                  | Argentine        | 0              |            |                        |              |  |  |           |        |
|  | Argentine        | Argentine        | 0              | 10         |                        |              |  |  |           |        |
|  | Argentine        |                  |                | 10         |                        |              |  |  |           |        |
|  | Angleterre       | 0                |                | États-Unis | 10                     |              |  |  |           |        |
|  | Angleterre       | 0                |                | États-Unis | 10                     |              |  |  |           |        |
|  |                  |                  |                |            |                        |              |  |  | Argentine | 31     |
|  |                  |                  |                |            |                        |              |  |  | Argentine | 31     |

Finale (Cup)
| 27 janvier 2018 | Australie | 29 - 0 (14-0) | Afrique du Sud | Sydney Football Stadium, Sydney Arbitre : Richard Kelly |
| 27 janvier 2018 | Essai(s) : Holland (en) (9e), Stannard (10e), Porch (12e), O'Donnell (en) (14e, 16e) Transformation(s) : Stannard (9e, 11e) |               |                | Sydney Football Stadium, Sydney Arbitre : Richard Kelly |
| 27 janvier 2018 | |               |                | Sydney Football Stadium, Sydney Arbitre : Richard Kelly |

#### Challenge Trophy
|  | Quarts de finale          | Quarts de finale |                |    | Demi-finales | Demi-finales |  |  | Finale | Finale |
|  | Quarts de finale          | Quarts de finale |                |    | Demi-finales | Demi-finales |  |  | Finale | Finale |
|  |                           |                  |                |    |              |              |  |  |        |        |
|  |                           |                  |                |    |              |              |  |  |        |        |
|  |                           |                  |                |    |              |              |  |  |        |        |
|  | Samoa                     | 14               |                |    |              |              |  |  |        |        |
|  | Samoa                     | 14               |                |    |              |              |  |  |        |        |
|  | Canada                    | 7                |                |    |              |              |  |  |        |        |
|  | Canada                    | 7                | Samoa          | 12 |              |              |  |  |        |        |
|  |                           |                  | Samoa          | 12 |              |              |  |  |        |        |
|  |                           | Pays de Galles   | 17             |    |              |              |  |  |        |        |
|  | Papouasie-Nouvelle-Guinée | Pays de Galles   | 17             | 5  |              |              |  |  |        |        |
|  | Papouasie-Nouvelle-Guinée |                  |                | 5  |              |              |  |  |        |        |
|  | Pays de Galles            | 24               |                |    |              |              |  |  |        |        |
|  | Pays de Galles            | 24               | Pays de Galles | 12 |              |              |  |  |        |        |
|  |                           |                  | Pays de Galles | 12 |              |              |  |  |        |        |
|  |                           | France           | 29             |    |              |              |  |  |        |        |
|  | Écosse                    | France           | 29             | 12 |              |              |  |  |        |        |
|  | Écosse                    |                  |                | 12 |              |              |  |  |        |        |
|  | Russie                    | 17               |                |    |              |              |  |  |        |        |
|  | Russie                    | 17               | Russie         | 0  |              |              |  |  |        |        |
|  |                           |                  | Russie         | 0  |              |              |  |  |        |        |
|  |                           | France           | 22             |    |              |              |  |  |        |        |
|  | France                    | France           | 22             | 21 |              |              |  |  |        |        |
|  | France                    |                  |                | 21 |              |              |  |  |        |        |
|  | Espagne                   | 7                |                |    |              |              |  |  |        |        |
|  | Espagne                   | 7                |                |    |              |              |  |  |        |        |

### Matchs de classement

#### Challenge 13e place
|  | Demi-finales              | Demi-finales |        |    | Finale | Finale |
|  | Demi-finales              | Demi-finales |        |    | Finale | Finale |
|  |                           |              |        |    |        |        |
|  |                           |              |        |    |        |        |
|  |                           |              |        |    |        |        |
|  | Canada                    | 31           |        |    |        |        |
|  | Canada                    | 31           |        |    |        |        |
|  | Papouasie-Nouvelle-Guinée | 14           |        |    |        |        |
|  | Papouasie-Nouvelle-Guinée | 14           | Canada | 14 |        |        |
|  |                           |              | Canada | 14 |        |        |
|  |                           | Écosse       | 12     |    |        |        |
|  | Écosse                    | Écosse       | 12     | 21 |        |        |
|  | Écosse                    |              |        | 21 |        |        |
|  | Espagne                   | 14           |        |    |        |        |
|  | Espagne                   | 14           |        |    |        |        |

#### Challenge 5e place
|  | Demi-finales     | Demi-finales     |       |    | Finale | Finale |
|  | Demi-finales     | Demi-finales     |       |    | Finale | Finale |
|  |                  |                  |       |    |        |        |
|  |                  |                  |       |    |        |        |
|  |                  |                  |       |    |        |        |
|  | Fidji            | 24               |       |    |        |        |
|  | Fidji            | 24               |       |    |        |        |
|  | Kenya            | 5                |       |    |        |        |
|  | Kenya            | 5                | Fidji | 7  |        |        |
|  |                  |                  | Fidji | 7  |        |        |
|  |                  | Nouvelle-Zélande | 31    |    |        |        |
|  | Nouvelle-Zélande | Nouvelle-Zélande | 31    | 10 |        |        |
|  | Nouvelle-Zélande |                  |       | 10 |        |        |
|  | Angleterre       | 5                |       |    |        |        |
|  | Angleterre       | 5                |       |    |        |        |

## Bilan
Statistiques sportives 
- Meilleur marqueur du tournoi :  Perry Baker (9 essais)
- Meilleur réalisateur :  Justin Geduld (56 points)
- Impact player[4] :  Ben O'Donnell (en)[5]
- Joueur de la finale[6] :  Lachie Anderson (en)[7]
- Équipe type [8] :

| Avants                                                | Trois-quarts                                                             |
| ----------------------------------------------------- | ------------------------------------------------------------------------ |
| Josua Vakurunabili (en) Tim Anstee (en) Ben Pinkelman | Franco Sábato (en) Lewis Holland (en) Ben O'Donnell (en) Seabelo Senatla |